# Africa Sports (handball)
Pour le club omnisports, voir Africa Sports National.
Maillots
L'Africa Sports National est un club ivoirien de handball féminin basé à Abidjan. Cette section du club omnisports de l'Africa Sports National a été créée en 1960 après l'indépendance.

## Palmarès
Compétitions internationales
- Ligue des champions :
  - Vainqueur (3) : 1991, 1992, 1996
  - Finaliste (8) : 1993, 1994, 1995, 1997, 1998, 1999, 2000, 2001
- Coupe des vainqueurs de coupe :
  - Vainqueur (9) : 1992, 1993, 1994, 1995, 1996, 1997, 1998, 2000, 2001.
  - Finaliste (2) : 2012, 2015
- Supercoupe d'Afrique :
  - Vainqueur (2) : 1995, 1997
  - Finaliste (7) : 1994, 1996, 1998, 1999, 2001, 2002, 2016
- Coupe de l'Union des États de l'Afrique de l'Ouest :
  - Vainqueur (2) : 1985 et 1986[1].
- Vainqueur du tournoi de solidarité olympique au Cameroun en décembre 1990[1]

Compétitions nationales
- Championnat de Côte d'Ivoire :
  - Champion (20) : 1969, 1971, 1977, 1978, 1981, 1982, 1983, 1985, 1986, 1987, 1988, 1989[1], ..., 2006, 2011, 2012, 2013, 2014, 2015
  - Vice-champion : 2007, 2010, 2016
- Coupe de Côte d'Ivoire :
  - Vainqueur (?) : 1961, 1964, 1976, 1979, 1981, 1982, 1984, 1985, 1986, 1989, 1990[1], ...
- Coupe du Président (Houphouët-Boigny) :
  - Vainqueur (?) : 1979, 1981, 1982, 1986, 1987, 1988, 1989[1], ...
- Supercoupe de Côte d'Ivoire
  - Finaliste (?) : 2024[2].

## Joueuses
Parmi les joueuses ayant évolué au club, on trouve[réf. nécessaire] :
- Olive Assemon
- Namama Fadiga (Gardienne de but[1])
- Delphine Gbogboua
- Lydie Gnamkou
- Marie-Josée Guibi
- Gladys Kanga
- Danielle Koffi
- Rufine Lobouo
- Élodie Mambo
- Ursule Mbah  (1998-2001)
- Élisabeth Sokoury
- Mariam Traoré
- Edwige Zadi
- Candide Zanzan